# 2022年河南多家村镇银行取款难事件

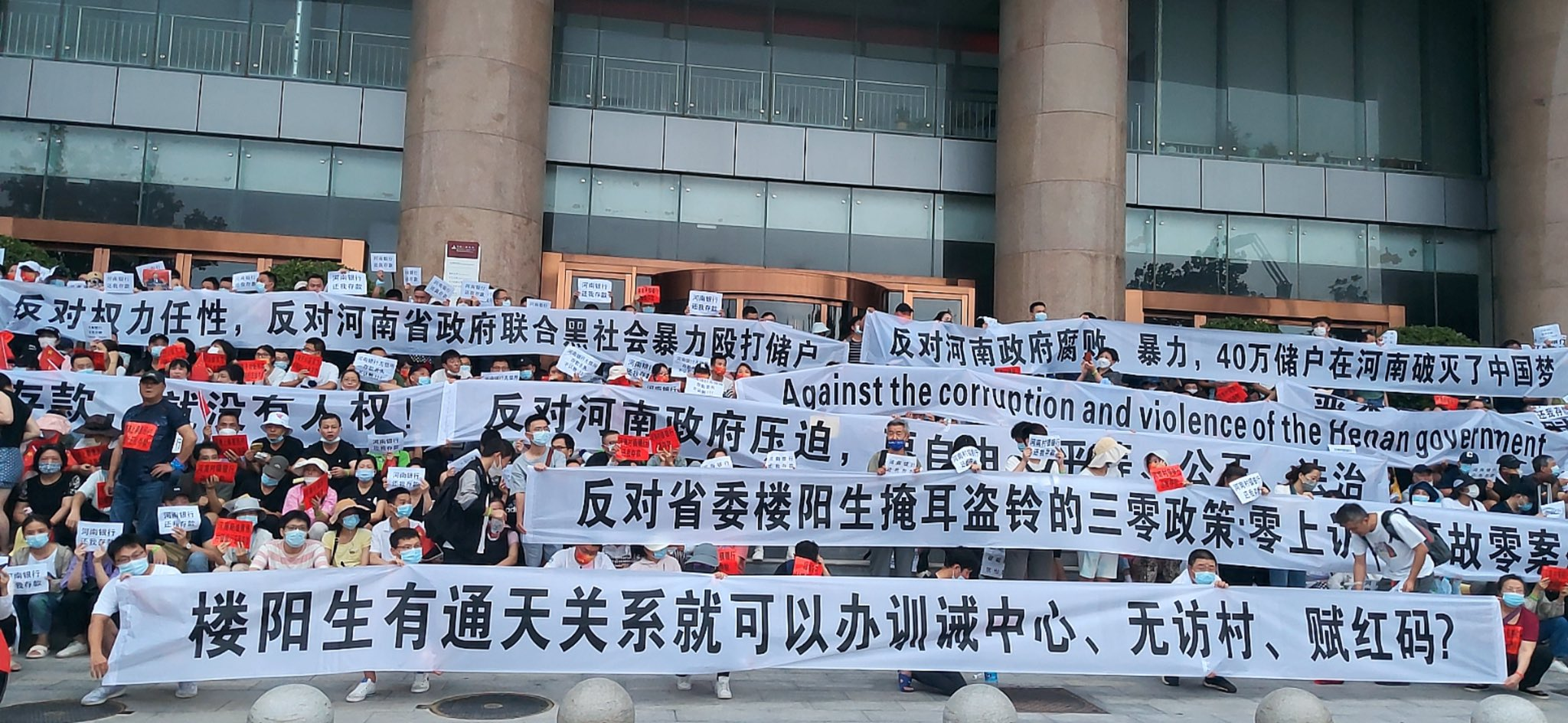
2022年7月10日，中国人民银行郑州支行前抗议的储户

2022年河南多家村镇银行取款难事件是指2022年4月18日起河南省境内的4家村镇银行，包括禹州新民生村镇银行、上蔡惠民村镇银行、柘城黄淮村镇银行、开封新东方村镇银行，在几乎同一时间毫无预警地关闭线上取款和转账渠道，使得儲戶無法提取存款的金融弊案。
该事件引发储户大规模恐慌，開始数次维权和抗议活动。中国银保监会表示，该案起因于银行股東內外勾結。据报道，其中至少涉及数百亿元人民币资金，约四十万储户受到影响。

## 背景
截至2021年底，中国大陆村镇银行有1651家，分布在31个省（自治区、直辖市），佔银行业金融机构总数约36%。其中，山东、河北、河南三地的村镇银行数量最多，分别为126家、110家和86家。据中国人民银行统计，截至2021年第二季度，有122家村镇银行被列为高风险机构，占全部高风险机构的29%左右。据华安证券发布的研究报告显示，中国大陆村镇银行2020年不良贷款率高达4%，远高于其他金融机构。有经济分析甚至把中国大陆村镇银行与股权分散和治理混乱挂钩。事实上，村镇银行违规洗钱、披露虚假信息和违规销售代理保险产品等现象并非罕见。在业务和资产规模上，全国1,600多家村镇银行资产规模仅超过2万亿元人民币。有评论认为，村镇银行是中国大陆金融机构中最脆弱一环。尤其是银行管理层往往把资金重点投放在当地的房地产。一旦房地产不景气，银行就会陷入危机，累及存户。
据了解，村镇银行深耕基层区域，受限于区域、网点、营销渠道等原因，一直面临较大的揽储压力。为了吸引储户，部分银行会给出高于同业的存款利息，有些还推出加息券变相加息。而此前一段时间，一些小银行在互联网平台上销售存款产品盛行，突破了区域限制。2021年1月15日，银保监会、央行发布《关于规范商业银行通过互联网开展个人存款业务有关事项的通知》，明确指出商业银行不得通过非自营网络平台开展定期存款和定活两便存款业务，包括但不限于由非自营网络平台提供营销宣传、产品展示、信息传输、购买入口、利息补贴等服务。该通知发布后，第三方互联网平台才开始下架存款产品。

## 攬儲
2011年至2016年，许昌魏都农村商业银行先後成立禹州新民生村镇银行、柘城黄淮村镇银行、上蔡惠民村镇银行、固镇新淮河村镇银行等村镇银行。這些銀行通过度小满、京东金融、滨海国金所等互联网平台銷售存款產品，其中有不少客戶是來自广东、江苏、山东等地区的省外人。而其年化收益率4.6%左右，超过同时期中國大陸“四大行”。除了线上渠道攬儲这一方式之外，还有一类通过线下“阳光贴息”的方式。
根据多位储户提供的业务回单，其存入资金的收款方名称均为涉事村镇银行。

## 早期消息
2018年8月7日，中国银行业监督管理委员会许昌监管分局（许昌银监分局）对许昌农商银行作出警告，并罚款20万元，处罚的事由是该行“各项治理主体责任和义务落实不到位，公司治理制衡机制不健全”。20天后，许昌银监分局再次对许昌农商银行作出行政处罚，罚款30万元，处罚事由为“通过同业业务隐匿资金实际投向，违规办理同业业务”。

早在2020年7月14日－15日，开封新东方村镇银行出现储户集中提取存款现象，原因是开封市祥符区居民朱某伟在微信群散播相關消息，朱某伟因此被区公安局拘留。對此，中共祥符区委副書記、區長王彦涛表示：
「开封市新东方村镇银行是经正式批准设立的合法金融机构，是人民银行存款保险的投保单位，存款人的各项权益均受国家法律保护……请广大储户放心，大家的存款在新东方村镇银行是安全的，存、取款是自由的」。
2022年3月，许昌市公安局发布《悬赏通告》，悬赏10万元通缉涉嫌“严重经济犯罪”的在逃嫌疑人孙振甫。5月16日，许昌警方的办案民警说，此前悬赏10万元征集线索的《悬赏通告》“已经作废”。据了解，孙振甫是许昌禹州人，曾先后担任禹州市开发区城市信用社主任、襄城县农村信用合作联社理事长。中国银保监会河南监管局的官网信息显示，2018年6月，经许昌银监分局核准，孙振甫担任许昌农商银行的副行长。此外，孙振甫曾连任多届省、市人大代表。
2022年4月18日，许昌农商银行控制的5家村镇银行，均关停了网上银行、手机银行等线上资金业务。4月19日，开封新东方村镇银行关闭网上银行、手机银行业务。据媒体报道，事发后凡线上存入的存款均不可在线下提款。

## 储户维权活动

### 2022年

#### 5月－6月

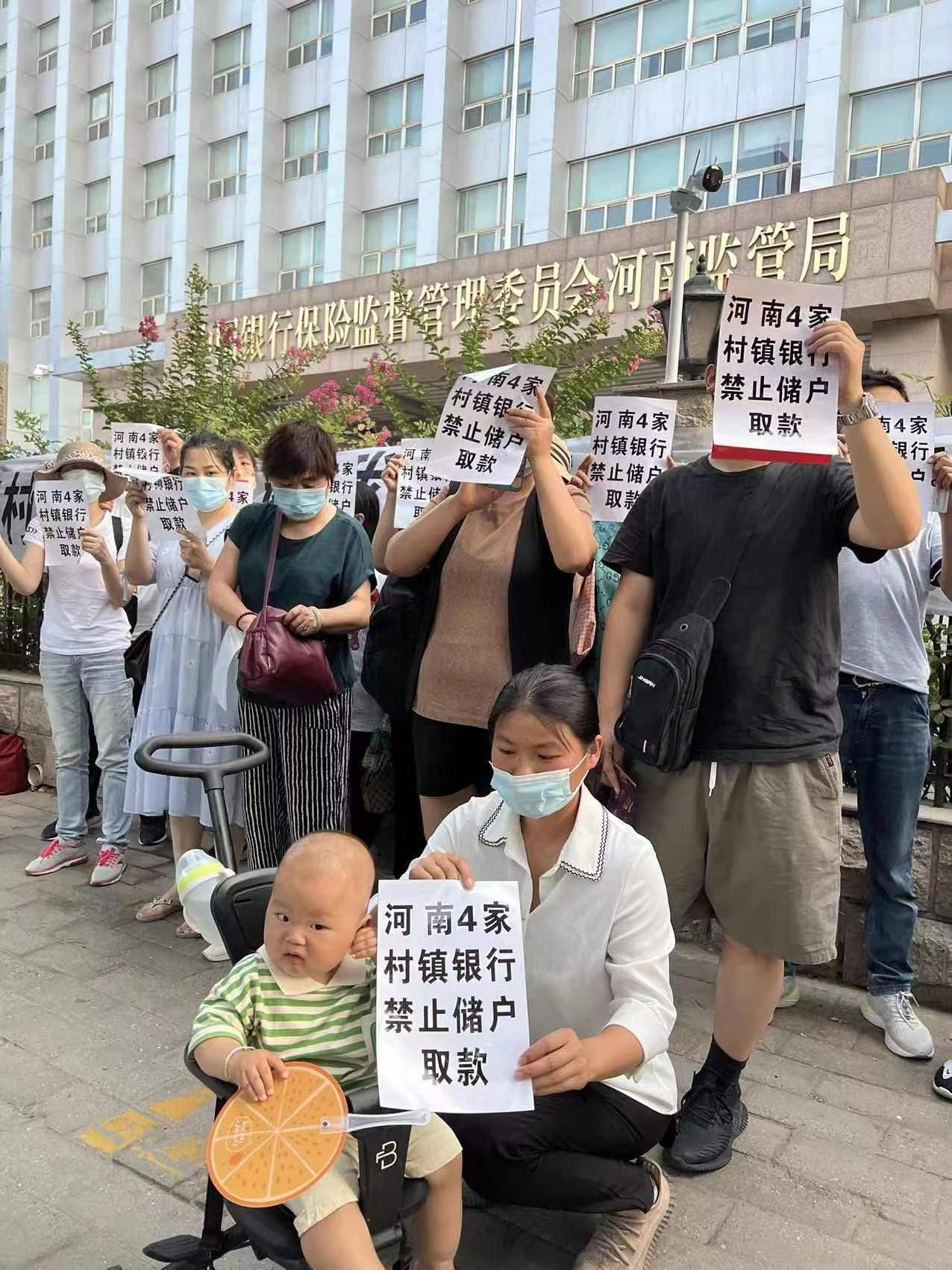
在河南省銀保監會前的抗議群眾

5月23日，中国银行保险监督管理委员会河南监管局（河南銀保監局）外聚集数百名抗议者，举着“还我积蓄”的字牌，要求当局保障数百亿人民币的金额能顺利归还储户，当地警方过后驱散人群。網傳片段顯示，河南銀保監局副局長楊華軍到場並手持擴音器向民眾保證，只要款項合法合規地存入，都將受到法律的保護，只要民眾不知情，沒有參與違法的過程。
网络上流传了许多民众针对此次事件聚集抗议的视频。据报道，6月27日，数十人在河南银保监局前抗议聚集，因规模扩大，郑州警方前往驱赶维权民众，抗议者被包围、强行带上巴士，此外在现场也传出警察鸣枪。6月28日上午10时，数十位民众在河南郑州的银保监局前高声呼喊，要求银行还钱。

#### 7月10日

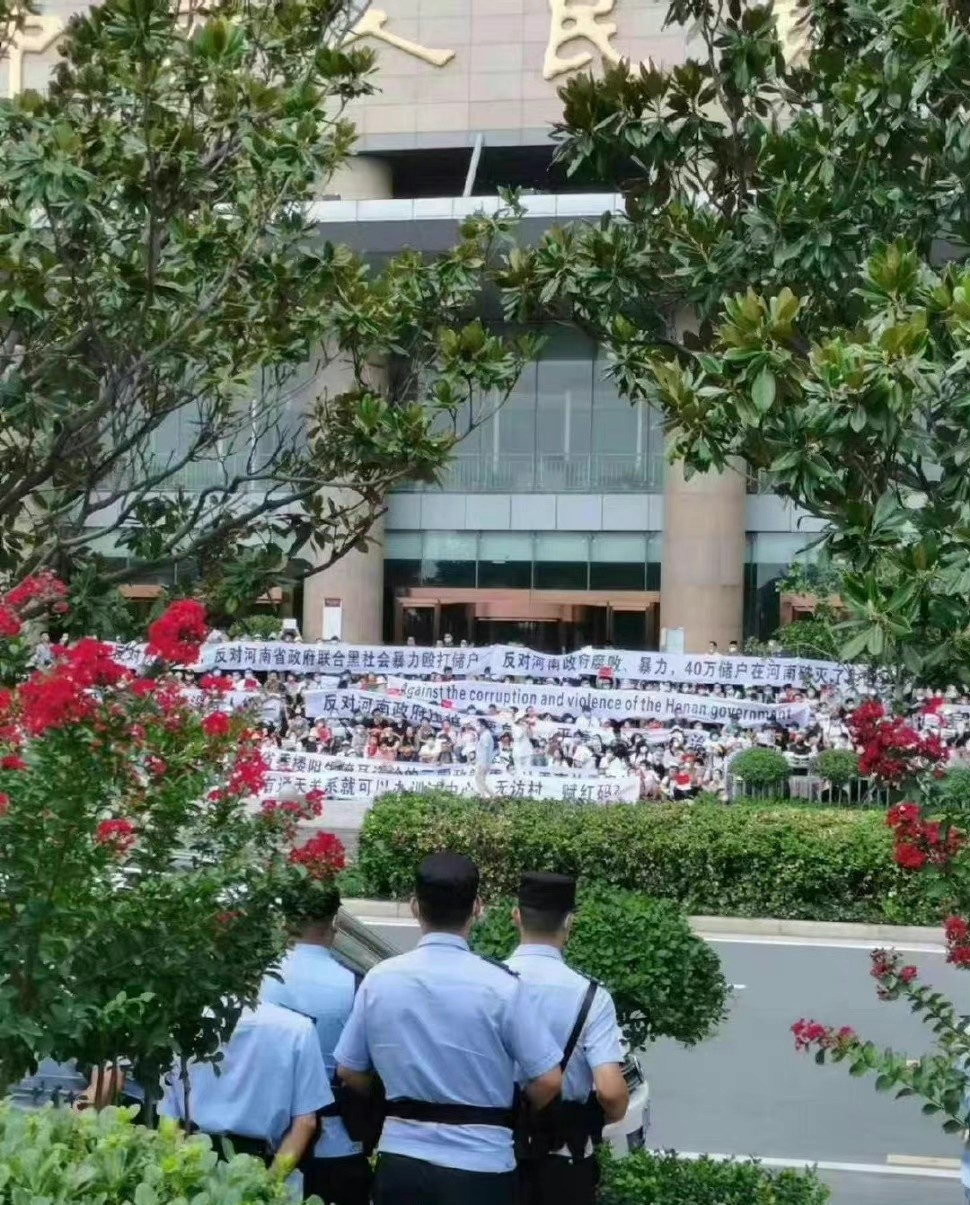
中國人民銀行鄭州支行前的抗議群眾和警察

7月10日早四时起，数千名储户开始在中国人民银行郑州中心支行门前聚集进行维权活动，储户们举着横幅并高喊口号，要求银行归还存款。上午11时左右，警方以及部分不明身份的安保人员驱散了人群，现场爆发流血冲突，有部分储户受伤。
为避免被政府拦截，大多数抗议者在黎明前抵达中国人民银行郑州中心支行外，部分抗议者早在凌晨4时就已抵达。清晨5时许，大批储户已基本完成聚集，其中包括老人、儿童、孕妇乃至残障人士。储户们占据了入口处的台阶，高呼口号，举着横幅。8时左右，警方和安保人员封锁了街道，包围了现场。9时40分左右，河南银保监局局长秦汉锋、副局长杨华军来到现场，和储户对话，称只要存款是合法的，就会保护。对峙期间，河南信访局长李刚亦于随后进入现场并向抗议者喊话，让储户们不要非法聚集，有诉求应在网上申报。由于储户们对地方政府已经开始持不信任态度，官员们与储户们交谈的尝试以失败告终。。
储户们打出的横幅有的指向河南省人民政府：“反对权力任性，反对河南省政府联合黑社会暴力殴打储户”，“反对河南政府腐败、暴力，40万储户在河南破灭了中国梦”以及用英文写的横幅“Against the corruption and violence of the Henan government”；有的指向河南省委书记：“反对省委楼阳生掩耳盗铃的三零政策：零上访零事故零案件”，“楼阳生有通天关系就可以办训诫中心、无访村、赋红码？”；还有的把问题提到自由、人权与法治的高度：“没有存款，就没有人权”，“反对河南政府压迫，我们要公正，要法治”。喊的口号则有“河南银行，还我存款”，“李克强，查河南”等。

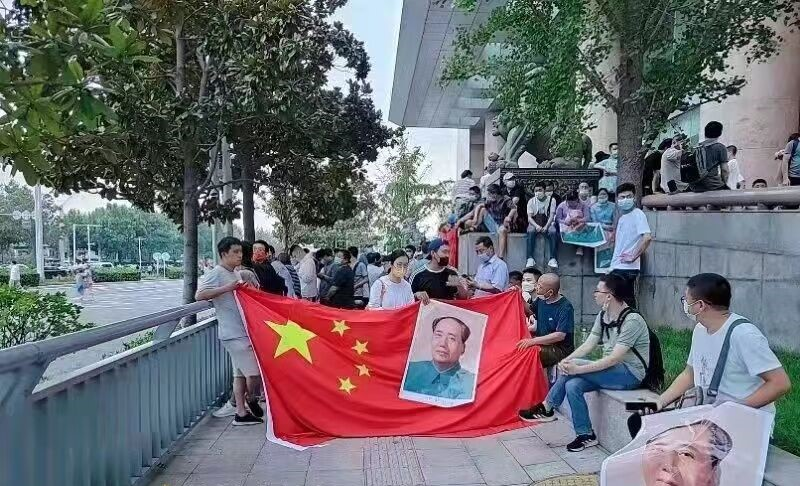
抗議人群拿著毛澤東肖像和中華人民共和國國旗

已故中華人民共和國領導人毛泽东的大幅肖像被人贴在中国人民银行郑州中心支行入口处的柱子上。许多抗议者挥舞着中华人民共和国国旗。CNN称，使用国旗展示爱国主义是中国大陆抗议者的常用策略，因为异议在中国大陆受到严格压制，这种策略旨在表明他们的不满只是针对地方政府，他们通过支持并依靠中央以寻求救助。法国国际广播电台称，在中国这个以维护社会稳定为重要的国家，示威游行是很少见的。警方对经济和金融抗议的容忍度通常高于政治抗议。 
警方在一辆带有扩音器的车上向抗议者宣布，他们是非法集会，如果他们不离开将被拘留和罚款。对峙持续了几个小时，直到上午11时左右，大量安保人员突然冲上台阶与抗议者发生肢体冲突，而抗议者则向他们投掷瓶子和其他小物件。目击者和社交媒体视频显示，现场迅速陷入混乱，安保人员将抗议者拖下台阶，殴打包括妇女和老人在内的抵抗者，现场穿警服的警察没有试图阻止，有人被打得面部流血，还有残障人士被打到昏迷。许多人对安保人员的暴力行为感到震惊。
很多抗议者被强行拉到大巴车上，送到包括学校、村委会在内的多个不同地点，他们被要求登记信息并签署保证书，承诺不再集会。有储户称自己被专门指派的工作人员送到了火车站，被迫乘火车离开。还有一些人被郑州警方扣押，无法联系。
CNN、BBC、路透社未能成功联系当局以置评。此次抗议活动的相关消息在微博等中国大陆社交媒体平台广为流传，引起了数以万计的讨论，但大多在短时间内遭到网络审查，中国大陆官方媒体也大多对此保持沉默。
有不少網友在微博美國駐华大使館希望美方關注河南事件並留言求助「能不能派美國記者去河南銀行門口」。还有人传播“我支持河南警察，你们可以打我了”等类似的言论。
有评论认为，抗议活动发生在中国共产党的政治敏感时期，即中共二十大召开前夕，可能会对正谋求开启第三个任期的习近平造成负面政治影响。
关于不明安保人员的身份，有观点怀疑是便衣警察。中央社、美国之音引述多倫多大學政治系教授王惠玲的观点推测，不明安保人员可能是经动员的群众或非正式雇佣的黑社会人士，是当局对储户实施的“外包式镇压”。
有抗议者事后接到警方来电，警察对抗议者说「別跟國外媒體說三道四」，也有一名女性維權儲戶表示，事后她的微信被限制加入群聊，公開分享文章的功能也被限制。据报道，还有储户及其家人接連被警察、官員和僱主施壓，要求他們不要抗議，否則會面臨失業。有些人甚至被攻擊為是境外勢力、間諜等。
媒体香港01对此事评价道：“7月10日的抗議和衝突已經對河南的公共形象造成傷害，讓中國辛辛苦苦建立的的國家形象為之蒙羞”。7月15日起，鄭州官方将全市轄區核酸檢測頻次由72小時調整成48小時，香港01认为短期內應該不會再有現場維權行動。

#### 7月下旬
一段视频在中国大陆境外流传，声称中国人民解放军在河南出动坦克镇压村镇银行储户。不过这段视频中的画面实际被证实是发生在山东的一次军队例行训练。

#### 9月
9月2日早晨，部分河南安徽村镇银行银联卡储户在南京银行杭州分行下辖的滨江科技支行门前举行维权活动。据称储户聚集的原因与新一輪墊付安排中「儲蓄金額50萬元人民幣以上的按50萬墊付」有关。

### 2023年

#### 1月
1月1日，部分银行储户新年徒步进入郑州维权。此外，据ABC中文报道，康先生和其余七名储户再次到郑州维权，刚下车就被带至郑州市公安局中原分局林山寨派出所，遭遇恐吓。2023年1月9日，北京商报记者从禹州新民生村镇银行、上蔡惠民村镇银行、柘城黄淮村镇银行、开封新东方村镇银行四家村镇银行处获悉，自1月9日起，启动50万元以上资金客户预约办理垫付。但康先生和其他知情储户却表示，目前只有通过第三方互联网平台存款的储户才可预约办理垫付。包括他们在内的超过1000名通过柜台办理活期存款储户仍无法取款。康先生曾致信中共中央纪律检查委员会、河南省银保监局、中国人民银行、中国银保监会和国务院，并通过“国务院”微信小程序进行信访。但除在一封中国人民银行11月15日出具的复函外，其余信件均未收到回复。

#### 3月
3月12日，有市民在河南省郑州市万达广场和黄河边聚集，放飞大型气球要求政府解决银行冻结存款事件。气球下面悬挂的条幅上写道：“河南政府欺上瞒下非法冻结存款。”

### 2024年
2024年以来，禹州新民生村镇银行多次被告上法庭，案件遍及重庆、上海等地。从案件案由来看，主要以储蓄存款合同纠纷、财产损害赔偿纠纷等为主。

## 储户健康码被赋红码事件

### 首赋红码
2022年6月，据第一财经等多家媒体报道，河南多家无法正常取款的村镇银行的储户的健康码被异地赋红码，赴豫储户被强制隔离。6月14日，多位储户表示，他们的健康码已由红码转为绿码，儲戶猜測大概與红码事件受到广泛关注有关。不过也有储户称健康码变绿码后再次变为红码。
郑州市卫健委服务热线工作人员表示，建议储户先做“三天两检”（三天内两次核酸检测）。郑州市12345工作人员则称该事件是“因大数据信息库出现了一些问题”。据南方都市报报道，河南省卫健委一位工作人员表示，从外省抵达河南，赋码工作由河南省行政审批和政务信息管理局负责；在省内流动时，赋码工作则由市一级大数据管理局负责，卫健委没有赋码权限。河南省纪委监委工作人员表示，已接到关于健康码赋红码的举报，已将相关线索转交河南省卫生健康委员会调查。郑州市纪委监委发布消息称，郑州市纪委监委启动了调查问责程序，对发现违反《河南省新冠肺炎疫情防控健康码管理办法》的乱作为，将依规依纪依法严肃处理。6月17日，河南省疫情防控指挥部发布通知，要求各地严格执行《河南省新冠肺炎疫情防控健康码管理办法》及健康码赋码转码规则，健康码仅用于疫情防控，服务人民身体健康，绝不允许在国家、省疫情防控指挥部规定的情况以外应用，绝不允许在与疫情防控无关的场景使用，绝不允许超规则增加或删减健康码风险人员数据库。对因健康码管理使用不当造成严重后果的，依法依规严肃处理。
一些网民指责当局将健康码变成21世纪的“良民证”，还有网友表示，“不受限制的公权力，才是中国最大的疫情”。胡锡进评论称，将健康码用于与防疫无关的目的，既违法，也损害健康码的威信，损害公众对防疫的支持，得不偿失。他还提到，要緩解地方上的「維穩焦慮」，把事情本身办好，才能实现基础牢固的社会稳定。部分法律界人士认为，行政部门有滥用职权的嫌疑。中国全国人大代表、广州医科大学附属市八医院感染中心首席专家蔡卫平认为各地健康码存在不统一、不互认、信息不联通现象，已经遭到被滥用，建议弱化健康码的管理职能或收归国家统一管理。
2022年6月22日，郑州市纪委监委表示，郑州市委政法委常务副书记、市新冠肺炎疫情防控指挥部社会管控指导部部长冯献彬，团市委书记、市新冠肺炎疫情防控指挥部社会管控指导部副部长张琳琳下令对部分村镇银行储户来郑赋红码，而且他們安排市委政法委维稳指导处处长赵勇，市大数据局科员、市疫情防控指挥部社会管控指导部健康码管理组组长陈冲，郑州大数据发展有限公司副总经理杨耀环，对储户在郑扫码人员赋红码。据统计，共有1317名村镇银行储户被赋红码，其中446人是入郑扫场所码被赋红码，871人是未在郑但通过扫他人发送的郑州场所码被赋红码。郑州市纪委监委決定撤销冯献彬中共党内职务、政务撤职处分；给予张琳琳党内严重警告、政务降级处分；给予陈冲政务记大过处分；给予杨耀环、赵勇政务记过处分。 许多人质疑，这些官员的行为是典型的滥用职权，危及国家防疫政策，却被从轻发落，没有被追究刑事责任，这传递了一个错误信号。
| 人员   | 原职务                                                                    | 政务追责       | 党内追责     | 行政处罚 | 刑事处罚 |
| ------ | ------------------------------------------------------------------------- | -------------- | ------------ | -------- | -------- |
| 冯献彬 | 郑州市委政法委常务副书记 郑州市新冠肺炎疫情防控指挥部社会管控指导部部长   | 政务撤职处分   | 撤销党内职务 | 暂无     | 暂无     |
| 张琳琳 | 河南省共青团郑州市委书记 郑州市新冠肺炎疫情防控指挥部社会管控指导部副部长 | 政务降级处分   | 党内严重警告 | 暂无     | 暂无     |
| 赵勇   | 郑州市委政法委维稳指导处处长                                              | 政务记过处分   | 暂无         | 暂无     | 暂无     |
| 陈冲   | 郑州市大数据局科员 郑州市疫情防控指挥部社会管控指导部健康码管理组组长     | 政务记大过处分 | 暂无         | 暂无     | 暂无     |
| 杨耀环 | 郑州大数据发展有限公司副总经理                                            | 政务记过处分   | 暂无         | 暂无     | 暂无     |

2024年3月左右，张琳琳改任郑州市文化广电和旅游局党组书记，此时其已过党纪处分期仍在政务处分期内。2024年8月此事被媒体报道后，引发争议。郑州市委组织部工作人员回应称张琳琳工作调整符合规定程序。

### 再赋红码
7月初，多名储户再次被河南方面赋予红码，原因未明。美联社和CNN认为这是为了限制储户的流动并挫败他们计划中的抗议活动。人民网评论称这次赋红“违背中央政令，顶风作案，蔑视民意，毫不珍视河南形象，性质尤其严重。”7月8日，郑州市卫生健康委回应称是系统切换的问题。7月8日晚些时候，郑州市大数据管理局表示，郑州健康码系统数据接口升级过程中出现技术问题，导致部分健康码异常，经紧急处置，7月8日8时已全部恢复正常，并对此表示歉意。

## 调查

### 2022年
据新华社报道，中国银保监会有关部门负责人透露，四家村镇银行股东——河南新财富集团通过内外勾结、利用第三方平台以及资金掮客等吸收公众资金，涉嫌违法犯罪，公安机关已立案调查。涉案资金近400亿。光明网的一篇评论文章认为，在存款过程中，储户没有被告知和“新财富集团”有什么关系，储户要求取款，银行就应支付。处理本案时，必须保证合法储户的存款安全，否则会影响“银行”整体的社会信用。
6月18日，许昌市公安局发布通报称，已初步查明，2011年以来，以河南新财富集团实际控制人吕某为首的犯罪团伙涉嫌利用村镇银行实施系列严重犯罪。公安机关已抓获一批犯罪嫌疑人，依法查封、扣押、冻结一批涉案资金、资产。河南银保监局、河南省地方金融监管局表示，各级金融管理部门密切配合公安机关开展调查，提醒相关群众做好信息登记工作，依法保护金融消费者的合法权益。
6月20日，河南禹州新民生村镇银行、开封新东方村镇银行、上蔡惠民村镇银行、柘城黄淮村镇银行在官网发布公告称，按照金融管理部门要求，该行从即日起开展线上客户资金信息登记工作，凡该行线上交易系统关闭后不能正常办理业务的客户均需登记。根据村镇银行的公告和部分储户上传凭证，吸收存款的线上渠道包括村镇银行自有渠道的小程序等，和包括度小满，京东金融，天星金融和中国人寿旗下的滨海国金所等三十多家第三方渠道。据《每日经济新闻》披露，通报中的吕某本名吕奕，为河南新财富集团实控人、美国纽约久安电视国际传媒（Peaceever TV International Media Group Inc.）集团理事长。公开信息显示，吕奕的河南新财富集团实际控制了河南海菱实业发展有限公司等10家公司，2022年2月10日已经注销。另据郑州市中级人民法院2018年9月20日的刑事判决书披露，吕奕为寻求贷款，曾向郑州银行副行长借款900多万元，后续为获取更多贷款，又行贿2300多万元，之后将所借款项放贷给一些关联公司。据报道，吕奕拥有塞浦路斯国籍，已于今年年初潜逃美国。
据第一财经报道，许昌农村商业银行分别持有禹州新民生村镇银行、柘城黄淮村镇银行、上蔡惠民村镇银行20.5%、51%、51%的股份，均为第一大股东，也是村镇银行的发起行。尽管许昌农商银行否认其“实际控制”这些村镇银行，但仍有观点表示，河南新财富集团与许昌农商银行有着千丝万缕的关系，许昌农商银行应对这几家村镇银行的日常监管负责。还有统计表示，新財富集團至少控制或投資26間村鎮銀行，包括此次涉事的四間河南村镇银行。另据第一财经7月14日发布的一篇报道称，久安电视国际传媒集团公司大门紧闭，其官网公布的多个电话号码，均显示已关机、无人接听、或立即转接语音留言信箱。据知情人士表示，久安可能与涉及吕奕的相关事件并无直接联系，久安做媒体很多年，或许吕奕是通过入股或其他方式获得理事长头衔，但两者间没有直接联系。
6月26日中午，开封新东方村镇银行短暂开放了线上交易系统，持续了大约十几分钟后关闭。
7月1日，河南银保监局、河南省地方金融监管局通告称，河南四家村镇银行案件侦办有重大进展，提醒客户加紧登记信息。但通告未就进展的具体消息做说明。
7月4日，禹州新民生村镇银行、上蔡惠民村镇银行、柘城黄淮村镇银行、开封新东方村镇银行先后发布了内容高度相似的公告说，公司近日召开了股东大会，选举产生了新的董事长、监事长，通过了高级管理人员名单。
7月5日，部分河南村镇银行储户发现，原本在度小满上存入的多家银行存款产品，在页面上的文字表述由此前的“存款产品”变成了“理财产品”。这一事件随之引起广泛关注。度小满当天回应表示，文中出现“理财”字样的页面，并非存款业务的页面，而是二类户电子卡的展示页面。二类户电子卡“仅支持XX银行理财”字样，主要是为了强调该电子卡仅限于“本行”使用，即如果使用电子卡购买理财产品，仅支持购买本行自营或代理销售的投资理财产品。储蓄是银行卡基本功能，不需要明示也会默认具备。度小满与涉事银行合作均为存款合作，从未开展理财产品的合作。另据此前不少村镇银行客户提供的产品介绍、产品合同等截图中，均明确标有“存款”、“受《存款保险条例》保护”，“50万以内100%赔付”的字样。滨海金融此前在APP上关于“村镇银行提现失败”一事的答复表示：客户在银行购买的属于银行存款产品，依法合规办理的业务均受到国家法律保护。
7月，有储户发现自己的交易记录出现异常，原本于2018年存入10万元购买名为“月月盈”存款产品的帐户，却在开户翌月出现交易记录异常，且这一情况持续了长达两年半的时间。对于新爆出的交易记录异常情况，有储户怀疑与银行洗黑钱有关。
7月10日，在郑州人行门口的流血冲突发生当晚，许昌市公安局通报，公安机关又抓获一批犯罪嫌疑人，又依法查封、扣押、冻结一批涉案资金、资产。通报说，2011年以来，以犯罪嫌疑人吕奕为首的犯罪团伙通过河南新财富集团等公司，以关联持股、交叉持股、增资扩股、操控银行高管等手段，实际控制禹州新民生等几家村镇银行，利用第三方互联网金融平台和该犯罪团伙设立的君正智达科技有限公司开发的自营平台及一批资金掮客进行揽储和推销金融产品，以虚构贷款等方式非法转移资金，专门设立宸钰信息技术有限公司删改数据、屏蔽瞒报。上述行为涉嫌多种严重犯罪。第一财经表示，宸钰信息技术有限公司可能只是一家空壳公司，社保参保人数为零。调查发现，宸钰信息技术有限公司與河南新財富集團有千絲萬縷的關係。此前4月19日，君正智达曾向相关部门递交书面报告，说明自己与案件中的违规操作无关，并主动交代涉案存款规模高达上百亿。不过媒体调查显示，君正智达多位高管与新财富集团高管有交集。而其领导层也已于4月25日被河南警方带走调查，70余名员工被就地遣散。此次通報中的「進行攬儲和推銷金融產品」字眼也引发了关注，有人提出相關客戶在村鎮銀行辦理的業務究竟是存款抑或理財的疑问。招聯金融首席研究員、復旦大學金融研究院兼職研究員董希淼表示，相關村鎮銀行並無發行理財產品的資質，但村鎮銀行經過批准，可以代銷他行發行的理財產品。
7月13日，有禹州新民生村镇银行的储户告诉红星新闻，他在追查钱款流向時发现南京银行是结算行。当日晚间，南京银行官网发布通告，通告中并未否认“河南村镇银行结算行”，但表示，商业银行代理村镇银行清算业务只作为资金清算通道，不承担资金风险。中国人民银行南京分行营业管理部相关负责人表示，南京银行代理村镇银行资金清算业务是按照人民银行支付系统的相关规定办理的，有关资金清算服务合法合规，与有关村镇银行案件没有任何关联。
7月17日，银保监会表示，对开封新东方村镇银行账外业务系统于6月26日短暂开放一事，公安机关已立案侦查。
7月24日，長期在河南地方金融監管系統工作，且负责农村中小金融机构监管的中國銀保監會河南監管局一級巡視員李煥亭被中國中央紀委國家監委駐中國銀保監會紀檢監察組、河南省監察委員會調查。
7月29日，开封市银保监管分局党委书记局长夏军、银保监会河南监管局非银二处处长、一级调研员郭琴以及中国人民银行郑州中心支行金融稳定处处长赵德旺被當局调查。
8月5日，据河南省纪委监委消息，河南省农村信用联合社原党委委员、副主任关奇峰涉嫌严重违纪违法，目前正接受河南省纪委监委纪律审查和监察调查；中国银保监会信阳监管分局二级巡视员王献军涉嫌严重违纪违法，经中央纪委国家监委驻中国银保监会纪检监察组和河南省监察委员会批准，目前正接受中国银保监会河南监管局纪委纪律审查和鹤壁市监察委员会监察调查。
8月12日，据中国银保监会消息，国银保监会河南监管局政策法规处处长、一级调研员蒋红华涉嫌严重违纪违法，经中央纪委国家监委驻中国银保监会纪检监察组和河南省监察委员会批准，目前正接受中国银保监会河南监管局纪委纪律审查和郑州市监察委员会监察调查；中国银保监会河南监管局案件稽查处副处长、二级调研员杜其文涉嫌严重违法，经中央纪委国家监委驻中国银保监会纪检监察组和河南省监察委员会批准，目前正接受郑州市监察委员会监察调查。
截至8月29日，公安机关已逮捕234人。
9月2日，据河南省纪委监委消息：河南省农村信用联合社原主任陈益民涉嫌严重违纪违法，目前正接受河南省纪委监委纪律审查和监察调查。

### 2023年
2月24日，据河南省纪委监委消息：河南省农村信用社联合社原党委书记王哲涉嫌严重违纪违法，目前正接受河南省纪委监委纪律审查和监察调查。
3月12日，有受害者仍被官方非法凍結，其排布條至氣球抗議。
3月22日，河南省农信社联社党委委员、副主任吴金鹏涉嫌严重违纪违法，已于一周前主动投案，目前正在接受河南省纪委监委纪律审查和监察调查。
4月，有媒體報導受害者維權後被秋後算帳。

## 处置方案

### 时间线
2022年7月10日，在郑州人行门口的流血冲突发生当晚，中国银行保险监督管理委员会河南监管局（河南银保监局）、河南省地方金融监督管理局有关负责人表示，相关部门正加快核实4家村镇银行客户资金信息，制定处置方案，并将在近期公布。
7月11日晚，河南银保监局、河南省地方金融监管局公告称将对河南4家村镇银行账外业务客户本金分类分批开展先行垫付工作，首批垫付上限为单人单家机构5万元。随后，安徽蚌埠银保监分局和蚌埠市地方金融监管局也于当晚发布公告，对固镇新淮河村镇银行账外业务客户本金分类分批开展先行垫付工作，首批垫付上限为单人单家机构5万元，该行的发起行也是许昌农商银行，持股40%。据央视新闻报道，河南村镇银行事件垫付资金来源于查封、扣押、冻结的新财富集团部分资产处置变现所得资金。
据无冕财经获得的一份关于腾讯新闻“村镇银行存款金额”投票数据显示，截至2022年7月12日14时储户反映其遭冻结的存款额仅5万人民币以下者约占总投票人数的10.2%，5万-50万人民币者占比为67.6%，50万人民币以上的储户占比为18.5%。美国之音认为，这意味着首批垫付方案出台后，近九成储户的权益恐仍悬而未决。
7月15日起，政府开放首批5万元以下的儲戶資金垫付的申请渠道，但当日有储户在申請墊付時遇到系统拥堵、登录困难等問題，但也有超过300名储户兑付成功。同日，“村行垫付”小程序垫付系统开放时间延长至晚上24时，7月16日起系统开放时间将提前至早上6时。
7月17日，银保监会有关部门负责人表示，绝大多数账外业务普通客户对新财富集团涉嫌犯罪行为不知情、不了解，而且也未获得额外的高息或补贴，因此处置方案确定对这些客户的本金分批垫付。未来会启动5万元以上客户垫付工作，并表示7月11日垫付公告的发布与7月10日群访事件没有关系。
7月21日，蚌埠市地方金融监管局联合蚌埠银保监分局发布公告，将自2022年7月25日上午9时起，对固镇新淮河村镇银行账外业务客户本金单人合并金额5万元人民币以上至10万元人民币（含）以下的开始垫付，5万元人民币（含）以下的继续垫付。同日，河南银保监局、河南省地方金融监管局发布公告，将自2022年7月25日起，对禹州新民生村镇银行、上蔡惠民村镇银行、柘城黄淮村镇银行、开封新东方村镇银行账外业务客户本金开始第二批垫付，垫付对象为单家机构单人合并金额10万元人民币（含）以下的客户。
7月28日，禹州新民生村镇银行、上蔡惠民村镇银行、柘城黄淮村镇银行、开封新东方村镇银行表示對符合垫付条件的儲戶资金垫付一定会到位。
8月1日上午9时起，當局開始對禹州新民生村镇银行、上蔡惠民村镇银行、柘城黄淮村镇银行、开封新东方村镇银行、固镇新淮河村镇银行账外业务客户本金单家机构单人合并金额10万元至15万元（含）的开始垫付，10万元（含）以下的继续垫付。
8月8日上午9时起，當局開始對禹州新民生村镇银行、上蔡惠民村镇银行、柘城黄淮村镇银行、开封新东方村镇银行、固镇新淮河村镇银行账外业务客户本金单家机构单人合并金额15万元至25万元（含）的开始垫付，15万元（含）以下的继续垫付。截至8月11日，已累计垫付43.6万儲戶，累計金額180.4亿元。
8月15日上午9时起，当局开始对禹州新民生村镇银行、上蔡惠民村镇银行、柘城黄淮村镇银行、开封新东方村镇银行、固镇新淮河村镇银行账外业务客户本金单家机构单人合并金额25万元至35万元（含）的开始垫付，25万元（含）以下的继续垫付。
8月22日上午9时起，当局开始对禹州新民生村镇银行、上蔡惠民村镇银行、柘城黄淮村镇银行、开封新东方村镇银行、固镇新淮河村镇银行账外业务客户本金单家机构单人合并金额35万元至40万元（含）的开始垫付，35万元（含）以下的继续垫付。
8月30日上午9时起，当局开始对禹州新民生村镇银行、上蔡惠民村镇银行、柘城黄淮村镇银行、开封新东方村镇银行、固镇新淮河村镇银行账外业务客户本金单家机构单人合并金额40万元至50万元（含）的开始垫付，40万元（含）以下的继续垫付，50万以上按照50万垫付。
2023年1月9日，北京商报记者从禹州新民生村镇银行、上蔡惠民村镇银行、柘城黄淮村镇银行、开封新东方村镇银行四家村镇银行处获悉，自1月9日起，启动50万元以上资金客户预约办理。但至2023年3月仍有民眾未能取回款項。

### 围绕“账外业务”一词的讨论
公告中的“账外业务”一词引发了评论人士的注意。据第一财经报道，有关部门表示，此次相关资金划定为“账外业务”，并不是按照资金是否进入村镇银行来判断，而是按照资金是否被银行真实统计，并报送监管系统进行区分。复旦大学金融研究院首席研究员董希淼表示，“‘账外业务’其实是代表监管对资金性质的初步判断，有些资金可能没有进入这些村镇银行的系统，在账外运转。‘垫付’也是基于此判断。单家机构单人合并金额5万以下的先行垫付，而不是通过存款保险进行赔付。因为存款保险基金的赔付有四个条件，目前都没达到。公告第三条已经说明的很清楚了，如果涉及到其他渠道或者高息的，（暂）不垫付；通过存款中介的很高的利息，（暂）不垫付。”。金融监管研究院院长孙海波撰文表示，此前账外一般是指表外业务不做台账，而此次则稍微有差异。不过，自由亚洲电台表示，有专家质疑，转账的指令，首先要经中央系统核实账户的真实性，收款账户必须真实存在，且在央行系统可以查到，可结算，无瑕疵。如果是“账外业务”，银行系统无法进行转账。

### 评价
- 银保监会有关部门负责人表示，河南、安徽5家村镇银行受不法股东操控，通过内外勾结、利用第三方平台以及资金掮客等方式，吸收并非法占有公众资金，性质恶劣，涉嫌严重犯罪。[196]
- 工銀國際首席經濟學家程實表示，「分批墊付」處置方案釋放出三大信號，監管部門的處置應對體現了「以法律為準繩、以事實為依據、以客戶為關切」的風格[143]。垫付方案有效的保障金融消费者的合法权益，且有效防范道德风险[197]。
- 胡锡进表示，除懲處詐騙團伙，其餘責任哪些是村鎮銀行及它們股東的，金融監管部门需承擔多大兜底責任，存款保險制度對此案有多大適用性，所有這些都必須根據實際案情，由法律作出公正裁決。他亦指出儲戶的正當權益依照法律得到堅定維護。若要存戶最終承擔部份損失，必須在法律上很過硬，讓人心服口服。[198][199][200]
- 香港01的报道表示，河南当地直到7月10日矛盾激化後才公布方案是後知後覺。并表示，河南當地乃至國家層面應該反思金融系統的監管問題，該問責的問責，該修補的漏洞及時修補，重建信任。下大力氣提升治理的現代化和法治水平，修復公共形象，已是迫在眉睫。[201]
- 南卡羅來納大學艾肯商学院讲座教授谢田认为，河南当局刻意使用“垫付”一词，而非“偿付”或者“赔偿”，显示官方仍在敷衍储户，多数储户恐难领回毕生的积蓄[61]。
- 有储户质疑出台首批垫付方案的目的在于分化维权储户，他们对未来的处置方案感到担忧[195][2][62][63][61]。

## 影响
2022年4月起，中国大陆境内多个银行以“防范电信诈骗、防范洗钱犯罪”为由开始逐步调整银行用户账户的非柜面、线上交易额度，严格了对新用户开卡的限制。许多储户的存款被冻结，需要线下办理解冻。有储户表示，其持有的银行卡被银行从一类卡降级为二类卡；另有部分储户表示由于被告知“银行卡使用异常”，许多储户不得不到银行办理业务，导致银行“排长队”。据介绍，银行上述举措是对2020年10月“断卡”行动的持续。
事件发生后，中国多地银行传出准备金不足、负债数十万亿元或银行高层人事异动等负面因素，引起客户对银行存款安全问题的忧虑。不少人质疑把钱存在银行是否安全。
民间有一些表述出对地方银行信任丧失的声音，亦有信息表示事发后其他村镇银行存款流失严重。该事件也引起了许多人对村镇银行发展路线的反思。纽约时报发文称河南村镇银行丑闻打击了中国当局的公信力。
澳盛銀行指出，“如果处理不当，该事件的社会反响可能会很大，这也可能引发新一轮的紧缩监管”。中国人民银行金融稳定局局长孙天琦表示：“河南村镇银行风险事件发生以来，人民银行积极配合地方政府和监管部门稳妥应对，指导分支机构履行维护区域金融稳定的责任，做好流动性风险监测和应急保障。整体看，我国金融风险收敛，总体可控，99%的银行业资产处在安全边界内。”中国银保监会副主席肖远企表示，中国银保监会将加强对中小银行股东的监督，限制大股东的行为。他说，此举是加强贷方公司治理措施的一部分。
7月28日，中共中央政治局召开会议，習近平表示要妥善化解一些地方村镇银行风险。

## 关联事件
2022年6月底开始，中國多地爛尾樓業主陆续發布「強制停貸告知書」。香港01表示，雖然此事与“取款难”事件彼此孤立，但都反映出在疫情的輪番衝擊下，越來越多人開始面臨嚴峻的經濟壓力。
2022年7月中旬，網傳「華興銀行爆雷，取不出錢」、「90%資金流進房地產、收不回來」等消息，遭到華興銀行否认，后一人因传播虚假信息被拘留15天。